# Ferdinando Stanley, 5:e earl av Derby
Ferdinando Stanley, 5:e earl av Derby, född 1559, död 1594, var en engelsk adelsman. Han spelade en roll i tronföljden efter Elisabet I.
Han var den andra barnet och första överlevande barnet till Margaret Stanley, grevinna av Derby. Genom sin mor hade han anspråk på den engelska tronen. Hans anspråk ärvdes av hans dotter, Frances Stanley.